# Ramil Qasımov
Ramil Qasımov (13 de agosto de 1981) es un deportista azerbaiyano que compitió en yudo adaptado. Ganó una medalla de oro en los Juegos Paralímpicos de Río de Janeiro 2016, en la categoría de –73 kg.

## Palmarés internacional
| Juegos Paralímpicos | Juegos Paralímpicos     | Juegos Paralímpicos | Juegos Paralímpicos |
| Año                 | Lugar                   | Medalla             | Categoría           |
| ------------------- | ----------------------- | ------------------- | ------------------- |
| 2016                | Río de Janeiro (Brasil) | Medalla de oro      | –73 kg              |